# Puerto de Maputo
El puerto de Maputo (en portugués: Porto de Maputo; anteriormente llamado puerto de Lourenço Marques por la administración colonial portuguesa) es el principal puerto de Mozambique. Se encuentra ubicado dentro de la bahía de Maputo, sobre la ribera norte del estuario de Espíritu Santo. Está integrado a Maputo, la capital y ciudad más poblada del país. En su área de influencia, se encuentran las principales industrias de Mozambique.
Con la inclusión del puerto de Matola, conforma el segundo complejo portuario más grande del continente africano.

## Administración
En 2003 el gobierno de Mozambique otorgó en régimen de concesión el puerto de Maputo al Consorcio de Desarrollo del Puerto de Maputo (en portugués Companhia de Desenvolvimento do Porto de Maputo) durante un período de 15 años. El sociedad público privada es responsable de brindar los servicios a los buques y administrar las instalaciones del puerto. Gran parte de las obras están destinadas a modernizar y reparar los muelles y depósitos de carga. El consorcio tiene la posibilidad de extender la concesión por otros 10 años.

## Aspectos operativos

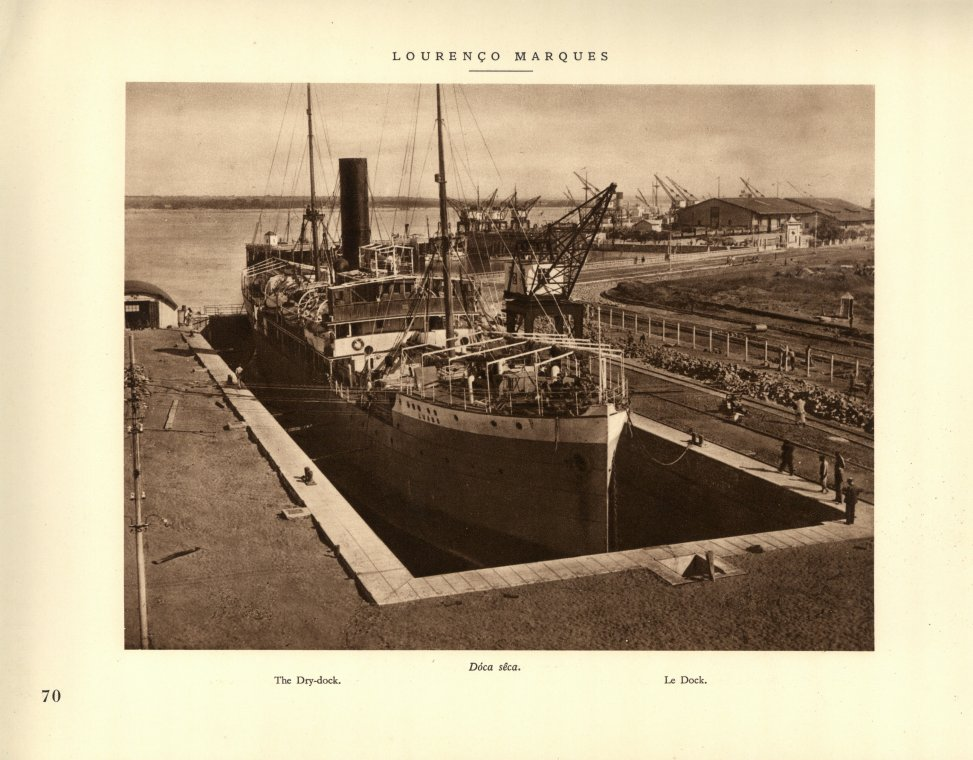
El dique seco del puerto en 1928.

### Áreas operativas
El puerto cuenta con dos áreas operativas diferenciadas: Maputo y Matola.

#### Maputo
Situado sobre la margen norte del estuario Espíritu Santo. Opera con cargas generales, contenedores y productos agrícolas. Se destaca la exportación de cítricos.

#### Matola
Ubicado 4 kilómetros al oeste de Maputo, también sobre la margen norte del estuario de Espíritu Santo. Opera con cargas a granel: carbón, acero, aluminio, granos y derivados del petróleo.

### Profundidad
El calado máximo permitido para los buques está limitado por las profundidades de los dos canales de acceso en la bahía de Maputo. En 2012, estas profundidades eran de 11 metros para el canal norte y de 8 metros para el canal sur.
El embarcadero de aluminio, en Matola, cuenta con el mayor calado, alcanzando los 11,5 metros.

### Muelles

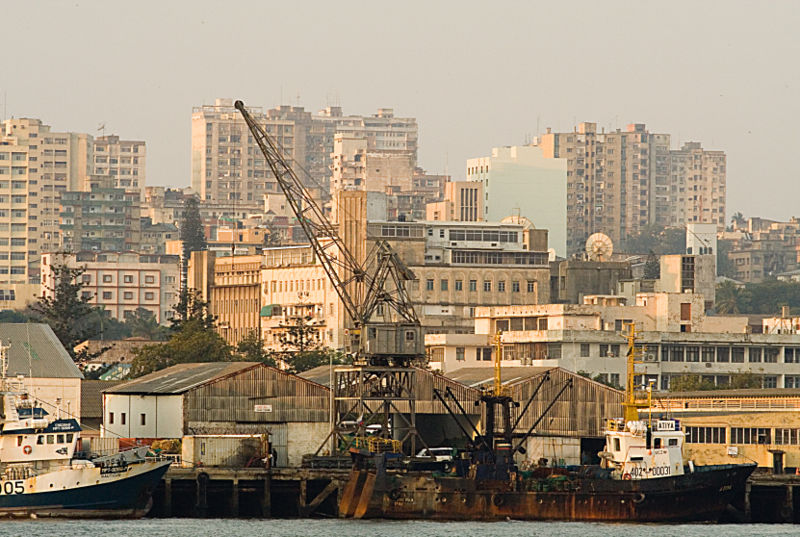
Vista parcial de los muelles en 2006.

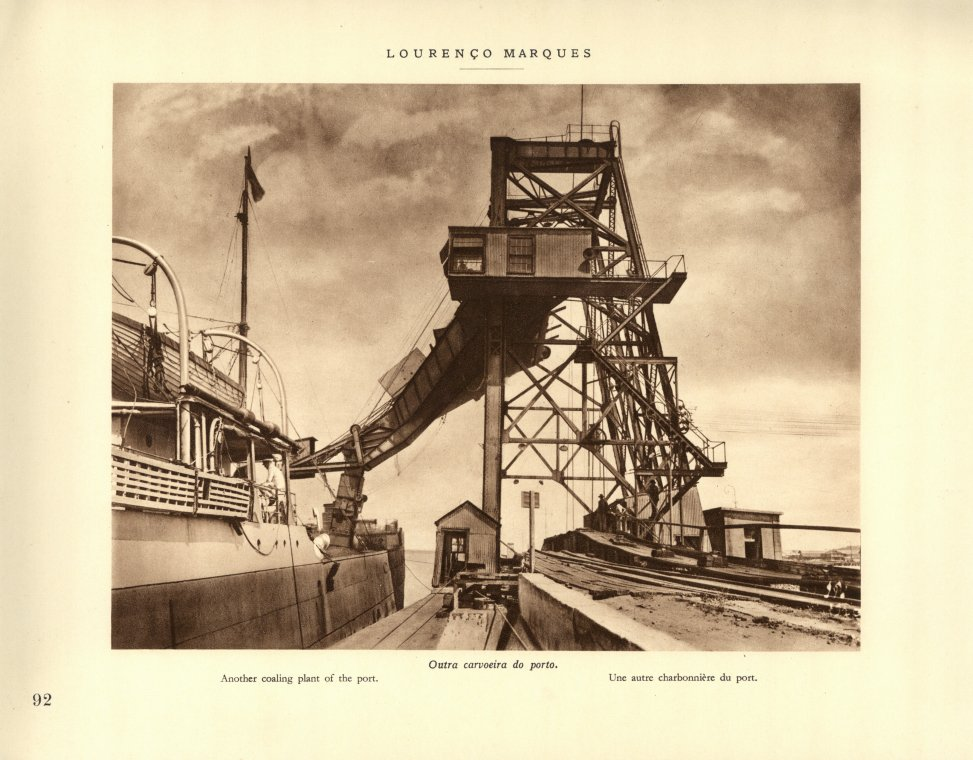
Cargando carbón en 1929.

El conjunto de áreas operativas de Maputo y Matola totalizan 3118 metros lineales de muelles. El más largo corresponde al embarcadero de cítricos.

### Horario
El puerto está habilitado las 24 horas del día, los 365 días del año.

### Servicios
Existen instalaciones para realizar reparaciones menores. En la mayoría de los muelles hay suministro de combustible y agua potable para las embarcaciones.

## Conexiones internacionales
El puerto es utilizado por compañías que operan en Sudáfrica y Suazilandia. Para mejorar el transporte de carga con Sudáfrica, el gobierno de Mozambique otorgó en concesión el ferrocarril que conecta la frontera en Ressano García con el puerto de Maputo. La adjudicataria fue Spoornet, la empresa ferroviaria de Sudáfrica.
Suazilandia manifestó su interés en aumentar los volúmenes de carga que transitan a través del puerto de Maputo. En 2012 comenzaron las negociaciones para la construcción de un oleoducto entre el puerto y Suazilandia.